# Песма Четрнаесте дивизије
Песма Четрнаесте дивизије (словен. Pesem XIV. divizije; позната и под именом Заплови песмо (словен. Zaplovi pesem) је словеначка партизанска песма. Састоји се од две китице и рефрена, који се понавља три пута.

## Настанак
Текст песме је написао словеначки песник и партизан Карел Дестовник Кајух, највероватније у новембру 1943. године. Тада је био члан Културне групе Четрнаесте словеналке дивизије НОВЈ. Песму је углазбио Свето Марлот-Шпик. У тој је верзији псма била једногласна и певала се уз пратњу хармонике.
Песма је брзо постала популарна међу словеначким партизанима. У данашњем облику са четири гласа касније ју је аранжирао композитор Радован Гобец.

## Текст
| оригинал на словеначком | превод |
| --- | --- |
| -{ Zaplovi pesem borb in zmage preko gmajn, gora, zaplovi pesem divizije Štirinajste v svet, ponesi Tomšiča, duh Šercerja, duh Bračiča po vsej slovenski zemlji in prekali z njim srca. V borbo, Štirinajsta, juriš! naj se razlega prek sveta! Dvignimo puške in naprej junaško vsi za komandantom v boj. Naprej!(2x) Ko domovina vstane iz trpljenja in gorja, takrat bo Štirinajsta zmagovito stopala, takrat med prvimi bo stala v vrsti divizij, ki so borile se za boljše in srečnejše dni. (2x refren)}- | Заплови песмо борбе и победе над долинама, планинама, заплови песмо Четрнаесте дивизије у свет, Понеси Томшича, дух Шерцера, дух Брачича преко словеначких земаља и прекали с њим срца. У борбу, Четрнаеста, јуриш! нека чује цео свет! Дигнимо оружје и јуначки напред сви за командантом у бој. Напред! (2x) Кад отаџбина устане из патње и туге, онда ће Четрнаеста победнички ступати, онда ће да стане међу првим дивизијама, које су се бориле за боље и срећније дане. (Рефрен 2x) |